# Heguri no Matori
Heguri no Matori (japonés: 平群真鳥) fue un ministro de la corte japonesa de rango ōmi (大臣) durante el período Kofun, que pudo usurpar brevemente el trono de Japón en un intento de golpe de Estado. Era hijo de Heguri no Tsuka, y sirvió en la administración del Emperador Yūryaku y el emperador Ninken.
Según el Nihon Shoki, cuando el emperador Ninken murió en el 498, Heguri no Matori se hizo cargo del gobierno e inició un intento de establecer su propio reinado imperial. Se comportó arrogantemente con el heredero de Ninken, el Príncipe heredero Wohatsuse Wakasazaki (más tarde Emperador Buretsu), tomando un palacio que decía haber construido para el príncipe y negándole una petición de caballos. El príncipe deseaba casarse con una mujer llamada Kagehime. El hijo de Matori, Heguri no Shibi, fue prometido en secreto a Kagehime, y al descubrir esto Wakasazaki hizo matar a Shibi.